# ChickClick
ChickClick fue un sitio web estadounidense para mujeres que estuvo en línea desde 1998 hasta 2002. Fue creado por Heidi Swanson como un portal web para sitios creados por mujeres jóvenes. El sitio también funcionaba como una comunidad en línea, con un foro de mensajes y un programa de radio por Internet llamado ChickClick Radio. Además, ofrecía servicios gratuitos de correo electrónico y alojamiento web, conocidos respectivamente como Chickmail y Chickpages.
Tras su lanzamiento en febrero de 1998, ChickClick se fusionó con EstroNet en octubre de ese mismo año. Después del estallido de la burbuja puntocom en 2000, el sitio web dejó de funcionar en 2002 y actualmente redirige al sitio web de IGN.
Durante sus años en línea, ChickClick estuvo asociada con la cultura zine y el feminismo de la tercera ola. Fue nominada a dos Premios Webby en 2001.

## Historia
Deseando crear medios alternativos para mujeres jóvenes en línea, Heidi Swanson creó ChickClick cuando tenía 25 años.Presentó la idea a Chris Anderson, director de Imagine Media (actual Future US) y también propietario de IGN, solicitando una computadora para que ella y su hermana menor, Heather, pudieran construir el sitio web.En ese momento, Swanson había renunciado a su trabajo como diseñadora web tras seis semanas de empleo, ya que se estaba enfocando en su maestría en la Universidad Stanford.
Poco después del lanzamiento inicial de ChickClick en febrero de 1998,esta se fusionó en octubre con EstroNet, una red de sitios de Internet orientados al público femenino.ChickClick dividió entonces su contenido entre MissClick, dirigido a adolescentes, y EstroClick, enfocado en adultos.Posteriormente, ChickClick comenzó a ampliar sus servicios web, como los de correo electrónico y alojamiento gratuitos.Swanson explicó que el alojamiento web, junto con los foros de discusión de ChickClick, tenía como objetivo servir de base para que las mujeres jóvenes aprendieran a utilizar la tecnología tanto para crear como para consumir contenido.
En febrero de 1999, ChickClick pasó a estar gestionado por Affiliation Networks, una empresa creada como una derivación de Imagine Media centrada en sus propiedades en línea,cuyo nombre fue cambiado posteriormente a Snowball en agosto de 1999.Además, ChickClick patrocinó el festival de música Lilith Fair.El sitio web también tenía planes de lanzar canales de noticias, incluyendo SheWire, un canal de noticias relacionado con tecnología dirigido a mujeres.
En 2000, ChickClick lanzó un programa de radio en línea llamado ChickClick Radio.Tras el estallido de la burbuja puntocom, ChickClick enfrentó varios despidos de empleados, y ambas hermanas Swanson dejaron el equipo para trabajar en Kibu.com.En 2002, Snowball anunció el cierre de ChickClick, citando “cambios en la economía” como la razón, en referencia a sus pérdidas financieras.

## Contenido
ChickClick fue lanzado como un zine y portal web dirigido a mujeres, que presentaba enlaces a contenido que parodiaba las revistas femeninas y juveniles convencionales.Entre los sitios que formaban parte de la red de ChickClick se incluían The Disgruntled Housewife;Riotgrrl;GrrlGamer;y Bimbionic.A diferencia de las revistas femeninas generales de la época, ChickClick era visto como algo “irreverente” o “transgresor”,con contenido personal y una estética que combinaba los visuales del movimiento riot grrrl con elementos de la “cultura femenina recuperada”, como Hello Kitty y arte “irónico” de los años 50.
ChickClick también contaba con un foro de mensajes donde los usuarios podían participar.Además, ofrecía un servicio gratuito de correo electrónico y alojamiento web, impulsado por Lycos.El servicio de correo, Chickmail, y el de alojamiento, Chickpages, estaban dirigidos al público adolescente, mientras que Estromail y Estropages se enfocaban en el público adulto.Los sitios alojados en Chickpages y Estropages formaban parte de la red de ChickClick, y los propietarios del portal obtenían ganancias a través de la publicidad.

### EstroNet
Al igual que ChickClick, EstroNet fue creado como una red colaborativa de sitios web y zines dirigidos a mujeres.Su objetivo era generar tráfico hacia sitios web independientes creados por mujeres.Además, Heather Irwin, una de sus fundadoras, planeaba que EstroNet albergara contenido original, como destacar a mujeres en la industria tecnológica.Entre los sitios miembros de EstroNet se encontraban Maxi, su primer miembro;HUES (acrónimo de Hear Us Emerging Sisters), fundado por Ophira Edut y dirigido a mujeres de color;Bust, un zine impreso;Gurl.com;Minxmag, un zine en línea patrocinado por Pseudo.com;Women's Room, un zine en línea alojado en Tripod;y Wench.
Las fundadoras de EstroNet conocían a Heidi Swanson desde 1995, y dado que ChickClick contaba con financiamiento corporativo —del que EstroNet carecía—, le permitieron a Swanson hacerse cargo del sitio web.Tras fusionarse con ChickClick en octubre de 1998,el contenido original de EstroNet se dividió en una categoría propia llamada EstroClick, dirigida a mujeres adultas.

## Análisis

### Recepción crítica
En 1998, ChickClick recibió más de un millón de visitas al mes.Entertainment Weekly calificó al sitio web con una B+, señalando que tanto ChickClick como EstroNet ofrecían “información útil, ideas provocadoras y visuales atractivos presentados con claridad y buen gusto”, aunque también mencionó que su impacto podía ser difícil de tomar en serio.ChickClick también fue uno de los sitios criticados por incluir información sexual, y en 1999, defensores contra la pornografía expresaron preocupación de que esto pudiera fomentar la actividad sexual en menores de edad y causar un desarrollo perjudicial en las niñas.

### Uso en el ámbito académico
ChickClick ha sido objeto de estudio sobre la cultura zine y los medios dirigidos a mujeres en la década de 1990.Las académicas Tasha Oren y Andrea Press mencionaron a ChickClick como uno de los sitios web que fomentaron la participación femenina en Internet.También observaron que, si bien ChickClick formaba parte de la cultura zine, se presentaba como un contenido alternativo para mujeres y se distanciaba de los zines feministas radicales.